# Закон о защите национальной безопасности в Гонконге
Закон Китайской Народной Республики «О создании правовой системы и правоприменительных механизмов в специальном административном районе Гонконг для защиты национальной безопасности» (кит. 中華人民共和國香港特別行政區維護國家安全法, англ. Law of the People's Republic of China on Safeguarding National Security in the Hong Kong Special Administrative Region) — нормативно-правовой акт, разработанный для защиты национальной безопасности Гонконга и направленный на предотвращение и наказание действий, угрожающих общественному строю и безопасности. Закон предусматривает возможность пожизненного заключения как высшей меры наказания за наиболее серьёзные нарушения.

## История
Всекитайское собрание народных представителей 28 мая 2020 года 2878 голосами «за», одним «против» и шестью воздержавшимися одобрило план принятия нового закона о национальной безопасности специального административного района КНР, Гонконга. 
30 июня 2020 года Главный законодательный орган Китая единогласно принял закон о защите национальной безопасности в Гонконге. За принятие закона проголосовали все 162 члена Постоянного комитета ВСНП. Закон подписал председатель КНР Си Цзиньпин. 
Правовой акт  вступил в силу 1 июля 2020 года — в 23 годовщину перехода бывшего британского анклава под китайский суверенитет.

## Содержание
Согласно принятому закону, любая деятельность, направленная на поддержку суверенитета Гонконга, свержение строя, терроризм, а также сговор с иностранными государствами или силами, находящимися за границей, с целью нанесения ущерба национальной безопасности, караются лишением свободы на срок от 3 лет до пожизненного заключения. Также преступлением считается осознанное разжигание вражды по отношению к китайским властям. Закон предусматривает усиление контроля над иностранными неправительственными организациями, а также информационными агентствами.
Кроме того, в законе укрепляется идея создания в Гонконге нового ведомства по безопасности, которое напрямую будет подчиняться центральным властям Китая.

## См.также
- Протесты в Гонконге (2019—2020)